# Campeonato Europeo de Balonmano Femenino de 1994
El I Campeonato Europeo de Balonmano Femenino se celebró en Alemania entre el 17 y el 25 de septiembre de 1994 bajo la organización de la Federación Europea de Balonmano (EHF) y la Federación Alemana de Balonmano.

## Sedes
Las ciudades elegidas para albergar los encuentros del torneo fueron las siguientes:
- Waiblingen
- Bonn
- Oldenburg
- Magdeburgo

## Grupos
| Grupo A   | Grupo B         |
| --------- | --------------- |
| Austria   | República Checa |
| Croacia   | Alemania        |
| Dinamarca | Hungría         |
| Noruega   | Rumania         |
| Suecia    | Rusia           |
| Ucrania   | Eslovaquia      |

## Primera fase

### Grupo A
| Equipo    | J | G | E | P | GF  | GC  | DG  | PTS |
| --------- | - | - | - | - | --- | --- | --- | --- |
| Dinamarca | 5 | 5 | 0 | 0 | 130 | 100 | +30 | 10  |
| Noruega   | 5 | 3 | 0 | 2 | 92  | 89  | +3  | 6   |
| Croacia   | 5 | 3 | 0 | 2 | 88  | 92  | -4  | 6   |
| Suecia    | 5 | 2 | 0 | 3 | 110 | 125 | -15 | 4   |
| Austria   | 5 | 1 | 0 | 4 | 94  | 98  | -4  | 2   |
| Ucrania   | 5 | 1 | 0 | 4 | 96  | 106 | -10 | 2   |

| 17 / 09 / 1994 |         |           |  |
| Noruega        | 25 – 23 | Suecia    |  |
| Dinamarca      | 26 – 20 | Croacia   |  |
| Austria        | 24 – 16 | Ucrania   |  |
| 18 / 09 / 1994 |         |           |  |
| Croacia        | 14 – 13 | Austria   |  |
| Suecia         | 20 – 32 | Dinamarca |  |
| Ucrania        | 16 – 19 | Noruega   |  |
| 19 / 09 / 1994 |         |           |  |
| Suecia         | 24 – 23 | Ucrania   |  |
| Noruega        | 15 – 16 | Croacia   |  |
| Dinamarca      | 28 – 21 | Austria   |  |
| 21 / 09 / 1994 |         |           |  |
| Croacia        | 20 – 17 | Suecia    |  |
| Austria        | 11 – 14 | Noruega   |  |
| Dinamarca      | 21 – 20 | Ucrania   |  |
| 22 / 09 / 1994 |         |           |  |
| Ucrania        | 21 – 18 | Croacia   |  |
| Austria        | 25 – 26 | Suecia    |  |
| Noruega        | 19 – 23 | Dinamarca |  |

### Grupo B
| Equipo          | J | G | E | P | GF  | GC  | DG  | PTS |
| --------------- | - | - | - | - | --- | --- | --- | --- |
| Alemania        | 5 | 4 | 0 | 1 | 107 | 98  | +9  | 8   |
| Hungría         | 5 | 3 | 1 | 1 | 116 | 107 | +9  | 7   |
| Rusia           | 5 | 3 | 0 | 2 | 117 | 89  | +28 | 6   |
| República Checa | 5 | 2 | 0 | 3 | 98  | 98  | 0   | 4   |
| Rumania         | 5 | 2 | 0 | 3 | 88  | 98  | -10 | 4   |
| Eslovaquia      | 5 | 0 | 1 | 4 | 82  | 118 | -36 | 1   |

| 17 / 09 / 1994 |         |            |  |
| Alemania       | 23 – 21 | Rusia      |  |
| Rumania        | 22 – 16 | Eslovaquia |  |
| Hungría        | 25 – 19 | Rep. Checa |  |
| 18 / 09 / 1994 |         |            |  |
| Rep. Checa     | 21 – 22 | Alemania   |  |
| Rusia          | 21 – 14 | Rumania    |  |
| Eslovaquia     | 23 – 23 | Hungría    |  |
| 19 / 09 / 1994 |         |            |  |
| Rumania        | 16 – 24 | Hungría    |  |
| Alemania       | 20 – 13 | Eslovaquia |  |
| Rusia          | 17 – 19 | Rep. Checa |  |
| 21 / 09 / 1994 |         |            |  |
| Eslovaquia     | 14 – 31 | Rusia      |  |
| Rumania        | 18 – 17 | Rep. Checa |  |
| Hungría        | 25 – 22 | Alemania   |  |
| 22 / 09 / 1994 |         |            |  |
| Rep. Checa     | 22 – 16 | Eslovaquia |  |
| Hungría        | 19 – 27 | Rusia      |  |
| Alemania       | 20 – 18 | Rumania    |  |

## Fase final
|  | Semifinales    | Semifinales    |    |                | Final          | Final |  |
|  |                |                |    |                |                |       |  |
|  |                |                |    |                |                |       |  |
|  | 24 / 09 / 1994 |                |    |                |                |       |  |
|  | Dinamarca      | 29             |    |                |                |       |  |
|  | Hungría        | 28             |    |                |                |       |  |
|  |                |                |    |                |                |       |  |
|  |                |                |    |                | 25 / 09 / 1994 |       |  |
|  |                |                |    |                | Dinamarca      | 27    |  |
|  |                | Alemania       | 23 |                |                |       |  |
|  |                |                |    |                |                |       |  |
|  |                |                |    |                |                |       |  |
|  |                |                |    |                | Tercer Puesto  |       |  |
|  | 24 / 09 / 1994 | 24 / 09 / 1994 |    | 25 / 09 / 1994 | 25 / 09 / 1994 |       |  |
|  | Alemania       | 22             |    | Hungría        | 19             |       |  |
|  | Noruega        | 18             |    |                | Noruega        | 24    |  |

## Medallero
|           |          |         |
| Dinamarca | Alemania | Noruega |

### Clasificación general
| 1. Dinamarca       |
| 2. Alemania        |
| 3. Noruega         |
| 4. Hungría         |
| 5. Croacia         |
| 6. Rusia           |
| 7. Suecia          |
| 8. República Checa |
| 9. Austria         |
| 10. Rumania        |
| 11. Ucrania        |
| 12. Eslovaquia     |

- Datos: Q277619